# رامونا جالارزا
رامونا جالارزا (بالإسبانية: Ramona Galarza)‏ (15 يونيو من 1940 في كورينتس- توفي 22 سبتمبر 2020 بمدينة بوينس آيرس، هي مغنية أرجنتيني.